# Евертон Луиз Гимараис Биљер
Евертон Луиз Гимараис Биљер (Порто Алегре, 24. маја 1988) је бразилски фудбалер који игра на позицији задњег везног.

## Каријера

### Почетак
Евертон Луиз је сениорску каријеру почео у бразилском клубу Понте Прети. Наступао је потом за још неколико бразилских клубова, али није имао запажену улогу. У јуну 2012. је прешао у мексички клуб Сан Луис где је одиграо десетак утакмица.

### Лугано и Санкт Гален
У лето 2013. је потписао за швајцарски Лугано. У овом клубу је провео сезону 2013/14, а наступио је на 29 утакмица у свим такмичењима и постигао три гола уз исто толико асистенција.
У јуну 2014. је потписао трогодишњи уговор са Санкт Галеном. За Санкт Гален је дебитовао 24. септембра на утакмици Суперлиге Швајцарске против Грасхоперса. У Санкт Галену је провео годину и по дана и током тог периода је наступио на 46 утакмица у свим такмичењима.

### Партизан
Дана 6. јануара 2016. године, Евертон је потписао двоипогодишњи уговор са београдским Партизаном. Деби у дресу Партизана је имао 27. фебруара 2016, у 150. вечитом дербију против Црвене звезде. Дана 16. априла 2016. године, Евертон је постигао изједначујући гол против Црвене звезде у 151. вечитом дербију на Стадиону Рајко Митић. Евертон је шутирао са 35 метара, а голман Звезде Дамир Кахриман је лоше одреаговао и Партизан је у последњем минуту утакмице изједначио на 1:1. Евертон је након постигнутог гола отрчао до трибине где су навијачи Црвене звезде и играо популарни Латино-амерички плес Самбу, након чега је добио други жути картон. У својој првој полусезони у Србији, Евертон је освојио Куп Србије, а одиграо је девет утакмица у Суперлиги Србије и две у Купу.
Дана 15. октобра 2016. године, Евертон је постигао свој други гол у дресу Партизана, у победи над Вождовцем од 3:0. Евертон Луиз је у сезони 2016/17, у којој је Партизан освојио дуплу круну, наступио на укупно 34 утакмице у свим такмичењима. Уврштен је у најбољи тим Суперлиге Србије. У августу 2017. године, Евертон је уписао асистенцију у победи од 4:0 над Видеотоном, у реванш мечу плеј-офа за Лигу Европе. У групној фази Лиге Европе је одиграо свих шест утакмица и помогао екипи да прође групну фазу, први пут после 13 година.
У дресу Партизана је за две године (једна цела сезона и две полусезоне) одиграо у свим такмичењима 72 утакмице и постигао три гола. Освојио је једну титулу првака и два Купа.

### Италија и САД
У јануару 2018. је потписао двоипогодишњи уговор са италијанским прволигашем СПАЛ-ом. За СПАЛ је у наредних годину дана наступио на укупно 21 утакмици у италијанској Серији А. У јануару 2019. је позајмљен екипи Рил Солт Лејк из америчке МЛС лиге. У јуну 2019. амерички клуб је искористио опцију из уговора и откупио је Луиза.

## Трофеји

### Регатас
- Првенство државе Алагоано (1) : 2012.

### Партизан
- Суперлига Србије (1) : 2016/17.
- Куп Србије (2) : 2015/16, 2016/17.